# Claridade
A Claridade é uma revista literária e cultural surgida em 1936 na cidade do Mindelo, Cabo Verde, e que está no centro de um movimento de emancipação cultural, social e política da sociedade cabo-verdiana. Os seus responsáveis foram Manuel Lopes, Baltasar Lopes da Silva (que usou o pseudónimo poético de Osvaldo Alcântara) e Jorge Barbosa, respetivamente oriundos da ilha de São Vicente, ilha de São Nicolau e da ilha de Santiago. Resolveram seguir as pegadas dos neorrealistas portugueses, assumindo no arquipélago a causa do povo cabo-verdiano na sua luta pela afirmação de uma identidade cultural autónoma baseada na criação da "cabo-verdianidade" e na análise das preocupantes condições socioeconómicas e políticas das Ilhas de Cabo Verde.
Do ponto de vista literário, a Claridade veio não só revolucionar de um modo exemplar toda a literatura cabo-verdiana com também marcar o início de uma fase de contemporaneidade estética e linguística, superando o conflito entre o Romantismo de matriz portuguesa -- dominante durante o século XIX -- e o novo Realismo. Ao nível político e ideológico, a Claridade tinha como objetivo procurar afastar definitivamente os escritores cabo-verdianos do cânone português, procurando reflectir a consciência coletiva cabo-verdiana e chamar a atenção para elementos da cultura cabo-verdiana que há muito tinham sido sufocados pelo colonialismo português, como é o exemplo da língua crioula.
Os fundamentos deste movimento de emancipação cultural e política podem encontrar-se na nova burguesia liberal oitocentista que instituiu a Escola como elemento homogeneizador da diversidade étnica das ilhas, no pressuposto de que o processo de alfabetização e formação intelectual da população era indispensável ao desenvolvimento de uma consciência geral esclarecida. A Escola desencadeou uma fome de leitura que está na base do extraordinário desenvolvimento cultural de Cabo Verde no século XX.
Atentos à realidade do quotidiano do povo das ilhas na década de 1930, estes filhos esclarecidos de Cabo Verde preocuparam-se com a precária situação vivenciada pelo povo, manifestada pelo sofrimento, miséria, fome e morte de milhares de cabo-verdianos ao longo dos anos; uma situação com origem na má administração do arquipélago pelo governo de Portugal, principalmente durante o regime fascista do António de Oliveira Salazar; não sendo, no entanto, alheios à desastrosa situação do povo ilhéu as frequentes estiagens.
Os fundadores da Claridade lançaram as mãos ao trabalho. Isto é, "fincaram os pés na terra," de acordo com o seu célebre conteúdo temático, para a execução do seu plano de trabalho. No entanto, teriam que proceder de uma forma muito discreta, devido ao regime de censura colonial existente sob a vigilância constante e aterrorizada da PIDE (Polícia Internacional e de Defesa do Estado), temida pelo seu método de tortura; nomeadamente atrás das grades do presídio político do Campo do Tarrafal, na Ilha de Santiago.
Para poderem dar conta da penosa situação de Cabo Verde, começaram por pensar que um jornal periódico seria a arma ideal - mais eficiente - para combater a situação. Porém, na sequência de lhes terem exigido um depósito de 50 mil escudos, uma quantia exorbitante na época, optaram pelo lançamento de uma revista. Claridade - o nome atribuído - resultou como um título bem escolhido, pois constituiu um ‘farol’ que projetou uma luz rejuvenescedora, intensa e duradoura sobre Cabo Verde, no despertar de uma literatura realista e moderna.  O nome de Claridade foi inspirado pelo livro Clarté de Henri Barbusse; depois foi fundado outra revista argentina Claridad.

## Elementos endógenos e exógenos
No tempo anterior à fundação da Claridade, desenvolveram-se determinados elementos literários e culturais tanto no interior do arquipélago como no exterior. São aspetos que até certo ponto influenciaram direta ou indiretamente esta revista. Quanto aos elementos de caráter endógeno, destacam-se:
- os três vultos das letras e da cultura tradicional cabo-verdianas, a saber: Eugénio Tavares da Ilha Brava, Pedro Cardoso da Ilha do Fogo e José Lopes da Ilha de São Nicolau - a geração "pré-claridosa", posteriormente denominada geração romântico-clássica - que muito fizeram para a valorização do homem ilhéu e da sua língua, o crioulo cabo-verdiano;
- a publicação do livro de poemas de António Pedro, Diário (1929);
- o discurso oculto entre os futuros fundadores "claridosos"; e
- a publicação do livro de Jorge Barbosa, Arquipélago (1935), que abriu as portas para o exercício de uma literatura moderna cabo-verdiana, por se impor pela renovação da retórica e temática da poesia cabo-verdiana.

No que diz respeito aos de natureza exógena, salientam-se:
- a presença de alguns escritores portugueses em Cabo Verde nos fins de 1920 e início da década seguinte, como Augusto Casimiro, António Pedro e José Osório de Oliveira;
- a revista portuguesa Presença, publicada em 1927 em Coimbra; e
- a literatura moderna brasileira e o realismo nordestino.

## Publicação e conteúdo daClaridade
Entre 1936 e 1966 saíram nove números da revista Claridade. Podemos distinguir essas publicações por dois períodos distintos, com um intervalo de uma década; o que se ficou a dever às dificuldades financeiras e à dispersão dos elementos do grupo pelas ilhas. Nos anos de 1936 e 1937, os três primeiros números resultaram da autoria quase exclusiva dos seus fundadores, enquanto que os trabalhos dos restantes sete números saídos entre 1947 e 1966 estiveram a cargo de Baltazar Lopes da Silva. Nesse período Jorge Barbosa tinha sido desterrado para a Ilha do Sal e Manuel Lopes encontrava-se na Ilha do Faial, Açores, para onde tinha sido transferido por motivos profissionais, como telegrafista na Western Telegraph.
O primeiro número apresentou três textos poéticos da tradição oral em língua crioula - "lantuna & 2 motivos de finaçom (batuques da Ilha de Santiago)". O segundo contou com a morna "Vénus" do são vicentino Francisco Xavier da Cruz, mais conhecido por B.Léza; para além de outros aspetos culturais e literários também em português. Os restantes números, sempre privilegiando a língua cabo-verdiana, destacaram o folclore poético da Ilha de Santiago - a "finaçom" e o "batucu" - e as cantigas de Ana Procópio, da Ilha do Fogo, ou o folclore novelístico da Ilha de São Nicolau e da Ilha de Santo Antão. Foram também divulgados estudos etnográficos sobre a "Tabanca", da Ilha de Santiago e as "Bandeiras" da Ilha do Fogo, para além de estudos sociológicos sobre a estrutura social do Fogo e as especificidades da população das outras ilhas.

## Colaboradores daClaridade
Para além dos seus fundadores, convém mencionar duas outras personalidades que participaram na Claridade; o pintor e crítico Jaime de Figueiredo e o escritor João Lopes deram o seu importante contributo desde a fase inicial. Adicionalmente, colaboraram outros escritores ao longo da existência da Claridade, dando um valioso contributo bilingue não só para o desenvolvimento do projeto como também para o enriquecimento da literatura moderna cabo-verdiana, em geral. Foram eles, Pedro Corsino de Azevedo e José Osório de Oliveira, nos primeiros números; Henrique Teixeira de Sousa, Félix Monteiro, Nuno de Miranda, Abílio Duarte, Arnaldo França, Luís Romano de Madeira Melo, Tomás Martins, Virgílio Pires, Onésimo Silveira, Francisco Xavier da Cruz,  Corsino Fortes, Artur Augusto, Sérgio Frusoni e Virgílio de Melo, entre outros, nos restantes números publicados.

## Formação intelectual e soberania nacional
A fundação do Liceu-Seminário eclesiástico e laico da Ribeira Brava, na Ilha de São Nicolau, foi uma das pedras fundamentais para o alicerce da edificação da literatura moderna cabo-verdiana. Anos mais tarde, teve lugar a criação dos liceus da Praia e do Mindelo. Foram escolas que, para além de formarem os quadros dirigentes da administração crioula, constituíram os cadinhos donde saíram sucessivas gerações de intelectuais que estão na origem da reacção contra a mão forte do processo colonialista. Tal processo abriria as portas à reivindicação política, de forma a que a História de Cabo Verde atingisse o seu apogeu com a Independência Nacional no dia 5 de Julho de 1975, e com a afirmação da Democracia e do desenvolvimento socioeconómico de que desfrutam os cabo-verdianos atualmente.

## Publicações literárias
A Claridade despertou e iluminou ainda mais a intelectualidade cabo-verdiana. Os vestígios dessa repercussão podem ser verificados nas obras primas lançadas pelos escritores "claridosos", que marcaram a literatura cabo-verdiana, como: Arquipélago, Chiquinho, Chuva Braba e Os Flagelados do Vento Leste. Do mesmo modo, a revista lançou sementes literárias que germinariam em outras importantes publicações cabo-verdianas, tais como, Certeza (1944),  Suplemento Cultural (1958), Raízes (1977) e Ponto & Vírgula (1983), em que se se destacaram os escritores Gabriel Mariano, Ovídio Martins, Aguinaldo Fonseca, Terêncio Anahory, Yolanda Morazzo, Leão Lopes e Germano de Almeida.